# Nadzór rynku
Nadzór rynku – czynności wykonywane i środki stosowane przez organy władzy publicznej w celu zapewnienia, że produkty spełniają wymagania prawne określone w odpowiednim prawodawstwie lub nie stanowią zagrożenia dla zdrowia, bezpieczeństwa ani dla innych kwestii z zakresu ochrony interesu publicznego.